# Desmatodon sprengelii
Desmatodon sprengelii là một loài Rêu trong họ Pottiaceae. Loài này được (Schwägr.) R.S. Williams mô tả khoa học đầu tiên năm 1919.